# Philydor pyrrhodes
A Philydor pyrrhodes a madarak (Aves) osztályának verébalakúak (Passeriformes) rendjébe és a fazekasmadár-félék (Furnariidae) családjába tartozó faj.

## Rendszerezése
A fajt Jean Cabanis német ornitológus írta le 1848-ban, az Anabates nembe Anabates pyrrhodes néven.

## Előfordulása
Dél-Amerika északi részén, Bolívia, Brazília, Kolumbia, Ecuador, Francia Guyana, Guyana, Peru, Suriname és Venezuela területén honos. 
Természetes élőhelye a szubtrópusi vagy trópusi síkvidéki esőerdők és mocsári erdők, folyók és patakok környékén.

## Megjelenése
Testhossza 16 centiméter, testtömege 24-35 gramm.

## Természetvédelmi helyzete
Az elterjedési területe rendkívül nagy, egyedszáma pedig stabil. A Természetvédelmi Világszövetség Vörös listáján nem fenyegetett fajként szerepel.